# Alberto Casadei (triathlon)
Pour les articles homonymes, voir Alberto Casadei et Casadei.
Alberto Casadei, né le 5 décembre 1985 à Mestre (Venise), est un triathlète italien, champion d'Italie en 2008.

## Palmarès
Le tableau présente les résultats les plus significatifs (podium) obtenus sur le circuit national et international de triathlon depuis 2008,.
| Année | Compétition                              | Pays       | Position           | Temps           |
| ----- | ---------------------------------------- | ---------- | ------------------ | --------------- |
| 2017  | Challenge Venise                         | Italie     | Médaille d'or      | 8 h 26 min 52 s |
| 2015  | Ironman Maastricht-Limburg               | Autriche   | Médaille de bronze | 8 h 38 min 4 s  |
| 2015  | Ironman 70.3 Italie                      | Italie     | Médaille d'argent  | 4 h 6 min 38 s  |
| 2014  | Ironman 70.3 Budapest                    | Hongrie    | Médaille d'argent  | 8 h 48 min 49 s |
| 2014  | Ironman 70.3 Zell am See-Kaprun          | Autriche   | Médaille d'argent  | 4 h 3 min 22 s  |
| 2013  | Coupe d'Europe -l'étape de Karlovy Varye | Tchéquie   | Médaille d'argent  | 1 h 55 min 1 s  |
| 2012  | Ironman 70.3 Zell am See-Kaprun          | Autriche   | Médaille de bronze | 3 h 48 min 22 s |
| 2012  | Ironman 70.3 Thailande                   | Thaïlande  | Médaille de bronze | 4 h 8 min 6 s   |
| 2012  | TriStar111 Salzkammergut                 | Autriche   | Médaille d'or      | 3 h 19 min 27 s |
| 2011  | Coupe d'Europe -l'étape de Genève        | Suisse     | Médaille d'argent  | 1 h 59 min 25 s |
| 2010  | Triathlon EDF Alpe d'Huez (M)            | France     | Médaille d'or      | 1 h 51 min 33 s |
| 2009  | Ironman 70.3 Timberman                   | États-Unis | Médaille d'argent  | Timing          |
| 2008  | Ironman 70.3 Austin                      | États-Unis | Médaille de bronze | Timing          |
| 2008  | Championnat d'Italie                     | Italie     | Médaille d'or      | Timing          |